# Oli Rubow
Oli Rubow (* 30. Januar 1972 in Waiblingen) ist ein deutscher Schlagzeuger. Der Frankfurter Musiker arbeitet als Workshop-Dozent, Buchautor und Live-Schlagzeuger.

## Musikalische Tätigkeit
Rubow, der seit dem zehnten Lebensjahr Schlagzeug spielt, absolvierte nach dem Musikabitur (1991) den Popkurs Hamburg (1993). Seit Ende der 1990er Jahre beschäftigt er sich intensiv mit der Rhythmusästhetik elektronischer und programmierter Genres. Er widmet sich der Aufgabe, den rhythmischen Charme der DJ-Kultur auf dem Schlagzeug umzusetzen, also in der Bühnensituation Grooves zu realisieren, die ursprünglich programmiert wurden.
Dazu wird entweder das akustische Schlagzeug präpariert oder durch verschiedenartige Elektronik (Sequenzer, Computer, E-Drums, Effektgeräte) erweitert. Zudem orientiert sich die Rhythmusgestaltung über das Pattern hinaus an den prägenden Produktionsmitteln (z. B. Drumcomputer und Sampling-CDs), an studiotechnischen Kunstgriffen der Produzenten, sowie an Arbeitsweisen des DJ (z. B. clubtauglicher Spannungsbogen).
2007 erschien Rubows Lehrbuch zu diesen Themen (e-Beats am Drumset) nebst begleitendem Weblog. Außerdem ist er als Workshop-Autor für das deutsche Schlagzeugmagazin drums&percussion tätig.
Als Schlagzeuger tourt er mit diversen Bands aus den unterschiedlichsten Stilrichtungen:
Hellmut Hattlers Hattler (seit 2000), De Phazz (seit 2003), Deep Dive Corp. (seit 2004), Wolfgang Schmid’s Kick (seit 2006), Henni Nachtsheim (seit 2006), Dieter Seelow (1993–2010), sowie unter anderem mit Bürger Lars Dietrich (1998), Marque (1999–2005), El Houssaine Kili (2000), Turntablerocker (2001), Marla Glen (2001), Die Fantastischen Vier (2004), Dublex Inc. (2004–2005). Gastspiele bei: hr-Bigband, hr-Sinfonieorchester, NDR Bigband.
Eigene Musik spielt Oli Rubow (mit Markus Birkle und Markus Bodenseh) seit 1998 im Trio Netzer (Mailand Madrid, 2008), im Duo (W) mit Peter Wölpl und auf seiner Soloplattform Organic Electro Beats (seit 2003). Daneben tritt er auch im Trio Coral Room mit Oliver Leicht und Matthias Vogt auf.

## Diskografische Hinweise
- Dieter Seelow „Number One“ (Eigenvertrieb) 1997
- Netzer „Pressing“ (PaulsMusique/pp sales forces) 2000
- Hellmut Hattler „Remixed Vocal Cuts“ (bassball/edel) 2002
- Hellmut Hattler „Mallberry Moon“ (bassball/edel) 2003
- Marque „Pirate of my Soul“ (bmg) 2003
- Oli Rubow „Organic Electro Beats“ (uwar records) 2003
- Hellmut Hattler „Basscuts“ (bassball/edel) 2004
- Marque „Transparent“ (marquarium) 2004
- Hellmut Hattler „The big Flow“ (bassball/edel) 2006
- Hellmut Hattler „Livecuts“ (bassball) 2007
- Wolfgang Schmid’s Kick „Let the Groove begin…“ (skip) 2007
- NuBox & hr-Bigband feat. DJ Illvibe „Limbic System Files“ (Enja) 2008
- Oli Rubow „e-Beats am Drumset“ (Sticks DVD) 2008
- Netzer „Mailand Madrid“ (loEnd) 2008
- Philipp Poisel „Wo fängt dein Himmel“ (groenland) 2008
- De Phazz und die Radiobigband Frankfurt „Big“ (phazzadelic) 2009
- Henni Nachtsheim „Dann tanzt die Omma mit George Clooney“ (musiversum) 2009
- Oli Rubow „1 to 4“ (Drumheads!! CD) 2010
- Hellmut Hattler „Gotham City Beach Club Suite“ (bassball) 2010
- Tab Two „Live at the Roxy“ EP (36music) 2012
- De Phazz „Audio Elastique“ (phazzadelic) 2012
- Nikolai Noskow Bez nazvanija EP (Med) (hofa) 2012
- Hellmut Hattler „The Kite“ (bassball) 2013
- Hellmut Hattler „Live in Glems“ (bassball) 2013
- Hellmut Hattler „Live Cuts II“ (bassball) 2014
- Baumgartner/Kraus „Low Sky Sketches“ (phazzadelic) 2014
- (W) „elektrfzrt“ (2014)

## Bücher
- Oli Rubow: e-Beats am Drumset. Kreative Konzepte zur Liveumsetzung programmierter und elektronischer Beats. Leu Verlag, Neusäß 2007, ISBN 978-3-89775-092-0.
- Tom Schäfer (Hrsg.): Schlagzeuger Kochbuch. Musik-Media, Köln 2011, ISBN 978-3-927954-98-4.
- Oli Rubow: Das moderne Schlagzeugquartett. Eine spielerische Lehrmethode zur Erweiterung und Modernisierung des persönlichen Rhythmuswortschatzes. Leu Verlag, Neusäß 2017, ISBN 978-3-89775-169-9.
- Oli Rubow: Echodrums. Anders trommeln dank Srom und Effekten. Leu Verlag, Neusäß 2020, ISBN 978-3-89775-184-2.
- Oli Rubow: Drumbasics für die Hosentasche. Das vermutlich kleinste Schlagzeuglehrbuch der Welt. Frankfurt 2022.
- Oli Rubow: Den Rahmen erweitern. Kreative Strategien für Drummer. Leu Verlag, Neusäß 2023, ISBN 978-3-89775-203-0.